# Nauczyciel Kraju Ojczystego
Nauczyciel Kraju Ojczystego – wyróżnienie honorowe w postaci tytułu i medalu, nadawane przez Zarząd Główny Polskiego Towarzystwa Turystyczno-Krajoznawczego w uznaniu szczególnych zasług związanych z prowadzeniem systematycznej minimum 10-letniej pracy związanej z upowszechnianiem turystyki i krajoznawstwa wśród dzieci i młodzieży.

## Historia
Wyróżnienie ustanowił Zarząd Główny PTTK uchwałą nr 190/XVII/2011 z dnia 29 stycznia 2011. 
W 2011 pierwsze wyróżnienia otrzymały 52 osoby. Oficjalna uroczystość miała miejsce 20 września 2011 w gmachu Ministerstwa Edukacji Narodowej. W uroczystym spotkaniu uczestniczyli m.in. Katarzyna Hall – minister edukacji narodowej, Jarosław Jankowski – dyrektor Departamentu Młodzieży i Organizacji Pozarządowych MEN, Katarzyna Tyczka – główny specjalista w tym departamencie oraz przedstawiciele różnych jednostek organizacyjnych PTTK. Medale „Nauczyciela Kraju Ojczystego” wręczał Lech Drożdżyński – prezes Zarządu Głównego PTTK, a sylwetki wyróżnionych przedstawił Andrzej Gordon – sekretarz generalny ZG PTTK. 
Wyróżnienie z numerem pierwszym otrzymał prof. dr hab. Kazimierz Denek – autor sformułowania będącego nazwą medalu. Było to podziękowanie za całokształt dokonań profesora. Pozostałe medale wręczono w kolejności alfabetycznej. Sekretarz generalny ZG PTTK Andrzej Gordon otrzymał wyróżnienie z nr 13 w uznaniu zasług oraz w podziękowaniu za dziesięciolecia pracy na rzecz najmłodszych pokoleń polskich turystów i członków PTTK, a także autorskie pomysły w tym zakresie. Jego sylwetkę przybliżył Roman Bargieł – wiceprezes ZG PTTK.
W 2012 tytuł „Nauczyciel Kraju Ojczystego” przyznano kolejnym 46 osobom. Uroczystość wręczenia medali ponownie odbyła się w gmachu Ministerstwa Edukacji Narodowej. 16 października 2012 w spotkaniu uczestniczyli m.in. Tadeusz Sławecki – sekretarz stanu w MEN, Katarzyna Tyczka – główny specjalista w Departamencie Zwiększania Szans Edukacyjnych MEN oraz przedstawiciele różnych szczebli PTTK, w tym prezes Towarzystwa – Lech Drożdżyński i sekretarz generalny ZG PTTK – Roman Bargieł.
W 2016 wyróżnienie przyznano 23 osobom, uroczystość odbyła się w gmachu Ministerstwa Edukacji Narodowej. Wyróżnienia wręczał w imieniu Zarządu Głównego PTTK prezes Roman Bargieł, list gratulacyjny od Ministerstwa Edukacji Narodowej wręczył wiceminister edukacji Teresa Wargocka.

Uroczystość wręczenia tytułu i medalu "Nauczyciela Kraju Ojczystego" dla kolejnych 23 osób, odbyła się 24 października 2017 roku w gmachu Ministerstwa Edukacji Narodowej.  W imieniu Prezesa Zarządu Głównego PTTK tytuł i medal „Nauczyciel Kraju Ojczystego” wręczył Roman Bargieł wiceprezes Zarządu Głównego PTTK. List gratulacyjny od Ministra Edukacji Narodowej przekazywała wyróżnionym dyrektor Departamentu Wychowania i Kształcenia Integracyjnego MEN Joanna Wilewska.  
W 2018 roku wyróżnienia otrzymały kolejne 32 osoby upowszechniające turystykę i krajoznawstwo wśród dzieci i młodzieży. 29 listopada 2018 w gmachu Ministerstwa Edukacji Narodowej tytuł i medal wręczyli sekretarz stanu w Ministerstwie Edukacji Narodowej Marzena Machałek i prezes Zarządu Głównego Polskiego Towarzystwa Turystyczno-Krajoznawczego Jacek Potocki. 
6 listopada 2019 r. w gmachu Ministerstwa Edukacji Narodowej, z inicjatywy Zarządu Głównego Polskiego Towarzystwa Turystyczno – Krajoznawczego, po raz dziewiąty zorganizowana została uroczystość wręczenia medali Nauczyciel Kraju Ojczystego. Honorowym tytułem zostało wyróżnionych 23 nauczycieli i działaczy PTTK. Z rąk Ministra Edukacji Narodowej  Dariusza Piontkowskiego wyróżnieni otrzymali listy gratulacyjne a medale wręczał Prezes Zarządu Głównego Polskiego Towarzystwa Turystyczno-Krajoznawczego Jerzy Kapłon.

## Kryteria nadawania tytułu i medalu[1]
Podczas rozpatrywania wniosków o nadanie tytułu i medalu pod uwagę brane są: 
- szczególne osiągnięcia kandydatów prowadzących Szkolne Koła Krajoznawczo-Turystyczne lub sprawujących opiekę nad ich działalnością w zakresie kształtowania w młodym pokoleniu nawyków aktywnego poznawania i uprawiania różnych form turystyki i poznawania kraju ojczystego, 
- udokumentowane osiągnięcia w organizowaniu i udziale wychowanków w poszczególnych etapach konkursów krajoznawczo-turystycznych przeznaczonych dla dzieci i młodzieży, w tym w szczególności konkursów organizowanych przez PTTK: Ogólnopolskim Młodzieżowym Turnieju Turystyczno – Krajoznawczym PTTK, Konkursie Krasomówczym, Ogólnopolskim Młodzieżowym Konkursie Krajoznawczym „Poznajemy Ojcowiznę”, 
- szczególne zaangażowanie i wieloletnia aktywność w zakresie organizowania i prowadzenia różnych form turystyki dzieci i młodzieży 
- pod uwagę brany jest fakt czy kandydat do wyróżnienia uhonorowany był wcześniej Medalem Komisji Edukacji Narodowej. 

## Organ nadający
Wyróżnienie nadaje Zarząd Główny PTTK z inicjatywy własnej lub na wniosek: 
- ogniw PTTK,
- organu sprawującego nadzór pedagogiczny,
- organu prowadzącego przedszkole, szkołę lub placówkę oświatową,
- rektora szkoły wyższej, dyrektora przedszkola, szkoły lub placówki oświatowej,
- władzy wykonawczej, zarządu organizacji społecznej lub stowarzyszenia, prowadzących statutową działalność turystyczno-krajoznawczą wśród dzieci i młodzieży.

Wnioski składane są do 31 marca każdego roku, podlegają one zaopiniowaniu przez Radę Programową do spraw Młodzieży Szkolnej Zarządu Głównego PTTK. Decyzję o nadaniu wyróżnienia podejmuje Kapituła Odznaczeń Zarządu Głównego PTTK.
Wyróżnienie nadawane jest jednokrotnie i wręczane z okazji Światowego Dnia Turystyki, Dnia Edukacji Narodowej, zakończenia roku szkolnego lub ważnych uroczystości PTTK.

## Wyróżnieni
Lista wyróżnionych w kolejności nadanych medali.
2011
| 1. Kazimierz Denek – Poznań 2. Maria Balcerzak – Warszawa 3. Julita Bąkowska – Toruń 4. Wiesława Berlińska – Warszawa 5. Jerzy Bielewski – Giżycko 6. Zygmunt Cebula – Rzeszów 7. Władysław Chmura – Ropczyce 8. Stanisław Czajka – Siedlce 9. Marian Dzimira – Przeworsk 10. Alfred Feliks – Kolonowskie 11. Halina Garczyńska – Prudnik 12. Zdzisław Marian Gasz – Jelenia Góra 13. Andrzej Gordon – Warszawa 14. Edmund Gruchała – Gdynia 15. Leon Hojniak – Legnica 16. Maria Jankowiak – Włoszakowice 17. Kazimierz Jankowiak – Włoszakowice 18. Marian Klimaszewski – Rawicz 19. Eugeniusz Kowalski – Luboń 20. Jan Krzysztoń – Szczecin 21. Jolanta Kućka-Noworyta – Oświęcim 22. Pola Kuleczka – Zielona Góra 23. Marian Kurzyna – Biłgoraj 24. Jerzy Kwaczyński – Żyrardów 25. Stanisław Liszewski – Łódź 26. Bogdan Majewski – Płock |  | 1. Edward Maleta – Gliwice 2. Tadeusz Małecki – Świdwin 3. Maria Maranda – Białystok/Łódź 4. Franciszek Midura – Warszawa 5. Henryk Miłoszewski – Toruń 6. Marzena Misaczek – Tarnów 7. Danuta Paderewska – Jaworzno 8. Marzena Papis – Mariówka 9. Tadeusz Pietras – Radzyń Podlaski 10. Maria Pilich – Warszawa 11. Józef Pomietło – Nowy Sącz 12. Mateusz Przyjazny – Kalisz 13. Jerzy Raczek – Warszawa 14. Mirosław Ratajski – Piotrków Trybunalski 15. Stanisław Róg – Kamionka 16. Hanna Rudzińska – Gorzów Wielkopolski 17. Róża Ryczańczyk – Szczecin 18. Danuta Sosnowska – Rumia 19. Mirella Stanisławska – Chojnice 20. Włodzimierz Szafiński – Żarnów 21. Zbigniew Szmidt – Poznań 22. Zygmunt Szmidt – Pabianice 23. Kazimierz Tumski – Wrocław 24. Andrzej Wasilewski – Lublin 25. Michał Wieczorek – Rybnik 26. Bronisław Zathey – Wrocław |

2012
| 1. Zdzisław Andrzejewski – Zawadzkie 2. Henryk Antkowiak – Legnica 3. Janina Augustyn – Gorlice 4. Maria Balkowska-Damian – Wrocław 5. Mieczysław Bożym – Warszawa 6. Maria Ciombor – Krotoszyn 7. Tadeusz Czubek – Nowy Sącz 8. Leszek Drabczyk – Jawor 9. Bogdan Fijałek – Radzyń Podlaski 10. Janusz Filarowski – Rzeszów 11. Janina Foryńska – Konin 12. Bogusław Golonka – Jawor 13. Kazimiera Grabowiecka – Warszawa 14. Małgorzata Grudzińska – Raszyn 15. Joanna Janicka – Mińsk Mazowiecki 16. Zbigniew Jankowski – Luboń 17. Beata Jendruś – Kolonowskie 18. Danuta Kończak – Warszawa 19. Wanda Kruszyńska – Zgierz 20. Elżbieta Kurzyna – Biłgoraj 21. Janina Lelito-Zimochocka – Gliwice 22. Bernard Edward Malinowski – Warszawa 23. Leszek Michalczak – Kościan |  | 1. Henryk Moroz – Warszawa 2. Jerzy Mydlarz – Maków Podhalański 3. Edwin Nawrocki – Wejherowo 4. Roman Henryk Orlicz – Warszawa 5. Paweł Packi – Wieluń 6. Krystyna Pietrucha – Zgierz 7. Piotr Piwowar – Nowy Sącz 8. Henryk Pytlik – Warszawa 9. Danuta Rosner – Warszawa 10. Gabriela Rościszewska – Gliwice 11. Jerzy Rubach – Kamienna Góra 12. Elżbieta Rydel-Piskorska – Konstancin-Jeziorna 13. Janusz Sapa – Warszawa 14. Barbara Steć – Szczecin 15. Eugeniusz Stępak – Ropczyce 16. Grażyna Szafińska – Żarnów 17. Jadwiga Szandar – Gliwice 18. Ryszard Marek Szpecht – Warszawa 19. Urszula Szwed – Pakosław 20. Henryk Wasilewski – Włocławek 21. Stanisław Wójciak – Ropczyce 22. Marian Zając – Wodzisław Śląski 23. Tadeusz Zombirt – Płock |

2013
| 1. Mieczysław Balowski – Opole 2. Lucyna Bardel – Bielsko-Biała 3. Franciszek Dendewicz – Prudnik 4. Eugeniusz Jacek – Swarzędz 5. Halina Kaftan – Opoczno 6. Sławomir Kałabun – Elbląg 7. Stanisław Klimowicz – Chmielno 8. Swietłana Koniuszewska – Sosnowiec 9. Sławomir Korpysz – Chełm 10. Ewa Kowalewska – Szczecin 11. Elżbieta Kużdżał – Brzeg 12. Elżbieta Łobacz-Bącal – Żary 13. Tomasz Majchrzak – Witkowo 14. Henryk Ryszard Michalik – Kwidzyn 15. Jan Owczarek – Jelenia Góra 16. Juliusz Poczta – Krotoszyn |  | 1. Ewa Polańska – Gostynin 2. Stanisław Rząd – Biłgoraj 3. Anna Siulborska – Płock 4. Maria Staniów – Legnica 5. Ewa Strojna – Tarnów 6. Sławomir Szczesio – Pabianice 7. Ryszard Szner – Tychy 8. Zbigniew Tarnowski – Częstochowa 9. Marta Uchman – Przeworsk 10. Maria Warzecha – Zabrze 11. Beata Wawoczny – Rybnik 12. Janusz Węgrzynek – Tarnów 13. Stanisław Winter – Krynica-Zdrój 14. Mieczysław Wojeckiego – Zielona Góra 15. Dorota Zdziebło – Gubin 16. Roman Bargieł – Katowice |

2014
| 1. Maria Andrzejewska – Zawadzkie 2. Wilhelma Barańska – Brzeg 3. Barbara Bogdanowicz – Biłgoraj 4. Joanna Bojanowska – Płock 5. Zbysław Budzyński – Świecie 6. Wojciech Charkin – Gdańsk 7. Sławomira Czarnecka – Września 8. Krzysztof Czerepowicki – Grudziądz 9. Janusz Flakowicz – Zakliczyn 10. Ewa Gatnar – Radlin 11. Maria Głąb – Mikulice 12. Jerzy Grochowski 13. Jolenta Kowalska – Kalisz 14. Barbara Krajnik – Wiśniewo 15. Halina Krasucka-Byczek – Lublin 16. Jerzy Kudlicki – Otwock 17. Ewa Kutyła – Radom 18. Piotr Maciejewski – Kozienice 19. Zofia Makowska – Częstochowa |  | 1. Jan Marciniak – Drawski Młyn 2. Leon Okowiński – Sulechów 3. Zbigniew Orłowski – Mysłowice 4. Henryk Paciej – Opole 5. Tadeusz Piekarek – Pabianice 6. Ryszard Rozenbajgier – Bochnia 7. Sabina Sakowicz – Sobiechów 8. Lucyna Salij-Pająk – Wojkowice 9. Roman Sobera – Łęknica 10. Antoni Szeklicki – Olsztyn 11. Mariola Treder – Gdańsk 12. Roman Trojanowicz – Gorlice 13. Edward Wieczorek – Katowice 14. Zofia Winiarska-Hebenstriet – Nowy Sącz 15. Edward Wiśniewski – Legnica 16. Mieczysław Woźniak – Poznań 17. Ryszard Wrzosek – Gdynia 18. Iwona Zielińska – Jawor 19. Ryszard Ziernicki – Bytom |

2015
| 1. Jolanta Begińska – Kępy 2. Teresa Karasewicz – Toruń 3. Małgorzata Kowalska – Ostrowiec Świętokrzyski 4. Zofia Król – Ropczyce 5. Luiza Krzemieniewska – Pniewy 6. Alicja Opalińska – Olsztyn 7. Aneta Partyka-Mańke – Police 8. Barbara Wiktorowicz – Opatówek 9. Beata Witek – Legnica 10. Tadeusz Borkowski – Muszyna 11. Andrzej Czacharowski – Biłgoraj 12. Henryk Gęsior – Gniewkowo 13. Jan Grząka – Krotoszyn |  | 1. Jarosław Janicki – Płock 2. Edward Kaniewski – Siemianowice Śląskie 3. Krzysztof Kasprzyk – Starachowice 4. Julian Lewanderski – Zgłobice 5. Wojciech Pałka – Chrostowa 6. Tadeusz Pomorski – Kozienice 7. Zdzisław Siewiera – Zawadzkie 8. Edward Storch – Nowy Sącz 9. Robert Strzeszewski – Wałbrzych 10. Antoni Suchy – Katowice 11. Lech Tota – Częstochowa 12. Marek Ruszczak – Izabelin |

2016
| 1. Joanna Adamowicz 2. Marian Antoni Azgier 3. Bożena Borowska 4. Artur Ciempa 5. Bogdan Fałek 6. Bogusława Grabka 7. Emilia Grajewska-Banaszak 8. Waldemar Hejza 9. Wiesław Indyk 10. Iwona Jankowiak 11. Tatiana Kosylak 12. Dariusz Koszela |  | 1. Mirosława Kużel 2. Krzysztof Mieczkowski 3. Zdzisław Nowocień 4. Ewa Różańska 5. Andrzej Rybski – Ustrzyki Dolne 6. Jacek Seweryn 7. Anastazja Smagacz 8. Danuta Urbaniak 9. Henryk Wilk 10. Kornelia Witała 11. Anna Żaczek |

2017
| 1. Jadwiga Adamska – Opole 2. Hanna Brange – Tczew 3. Aleksandra Brunat – Rumia 4. Dorota Dobrańska – Toruń 5. Barbara Dukat – Żarnów 6. Urszula Górniak – Biłgoraj 7. Jolanta Guzik – Pyzówka 8. Dariusz Knapski – Skierniewice 9. Ewa Kowalska – Katowice 10. Agnieszka Marjańska – Ciechocinek 11. Maciej Maśliński – Ostrów Wielkopolski 12. Mirosław Mazur – Kozienice |  | 1. Kazimierz Rosół – Legnica 2. Zbigniew Rudziński – Gorzów Wielkopolski 3. Rafał Marcin Socha – Swarzędz 4. Jan Ślewa – Łódź 5. Anna Ślusarz – Wołomin 6. Danuta Świątek – Strachocin 7. Aneta Tokarska-Wojtasik – Nietulisko Duże 8. Marek Tonia – Przeworsk 9. Celina Wacława Sordyl – Nowy Targ 10. Leszek Warowny – Lublin 11. Elżbieta Wielgoszewska – Pilchowo |

2018
| 1. Roman Bajor – Kielce 2. Ryszard Bącal – Żary 3. Zbigniew Czekała – Luboń 4. Alina Dempc – Gdańsk 5. Stanisław Doniec – Kraków 6. Rafał Dybowski – Szprotawa 7. Alicja Grabska – Żarnów 8. Wanda Haas – Wrocław 9. Grażyna Haude – Żyrardów 10. Iwona Kamińska – Szczekociny 11. Jan Kaznocha – Grudziądz 12. Andrzej Kowalik – Jawor 13. Marek Lewandowski – Płock 14. Marek Łabędź – Jelenia Góra 15. Maciej Marjański – Włocławek 16. Paweł Mordal – Szamotuły |  | 1. Marzena Ogorzelska – Wieruszów 2. Norbert Owczarek – Dąbrowa Górnicza 3. Ryszard Pasternak – Warszawa 4. Radosław Potrac – Warszawa 5. Mirosława Rozenbangier – Gdynia 6. Jerzy Sadawa – Lublin 7. Stanisław Sikora – Gdańsk 8. Joanna Solska – Biłgoraj 9. Piotr Staniów – Wrocław 10. Jan Stawarz – Myślenice 11. Beata Świątkowska – Elbląg 12. Maria Świtała-Jarnecka – Ostrów Wielkopolski 13. Hanna Topolska – Gdańsk 14. Piotr Uksik – Przeworsk 15. Elżbieta Zagłoba-Zygler – Prudnik 16. Mirosława Zwierzchowska – Przeworsk |

2019
| 272. Dariusz Dębski – Gdynia 273. Barbara Drożdżowicz – Prudnik 274. Aneta Dziurdź - Bogatynia 275. Teresa Fierkowicz – Świeradów-Zdrój 276. Paweł Golec – Tarnów 277. Piotr Jędruś – Kolonowskie 278. Stanisław Kawęcki –Tychy 279. Elżbieta Kotyla – Szczerców 280. Wiesława Kowalska – Toruń 281. Wojciech Kubala – Rzeszów 282. Marek Kubiak – Warszawa 283. Elżbieta Lewandowska – Warszawa |  | 284. Bożena Morawska-Jednoróg – Opole 285. Teresa Nendza - Katowice 286. Małgorzata Palikot – Biłgoraj 287. Edyta Sapińska – Warszawa 288. Elżbieta Sidorowska – Cyców 289. Elżbieta Ścisłowicz - Bielsko-Biała 290. Elżbieta Świerk – Gdańsk 291. Krzysztof Tęcza – Jelenia Góra 292. Małgorzata Wojtatowicz – Warszawa 293. Renata Zielińska – Opoczno 294. Wioletta Ziemnicka – Białobrzegi |